# Anilicus xanthomus
Anilicus xanthomus is een keversoort uit de familie kniptorren (Elateridae). De wetenschappelijke naam van de soort is voor het eerst geldig gepubliceerd in 1826 door W.S. Macleay.